# Bis(tributylzinn)oxid
Tributylzinnoxid (TBTO) ist eine chemische Verbindung, die zu den metallorganischen Verbindungen gehört und hauptsächlich als Unterwasseranstrich (Fungizid) im Schiffbau eingesetzt wurde. Aufgrund der Löslichkeit im Meerwasser und seiner hohen Toxizität (Einfluss auf das Hormonsystem von Mensch und Tieren) führte der Stoff zu einer Störung des Ökosystems im Meer (z. B. bei Meeresschnecken: Zwitterbildung mit großer Gefahr des Aussterbens).

## Geschichte
TBTO wurde ab 1980 großflächig eingesetzt. Die Verwendung von zinnorganischen Verbindungen wie TBTO in anwuchsverhindernden Anstrichen für Schiffe mit einer Länge von weniger als 25 m, sowie auf Geräten und Einrichtungen jeder Art, die in der Fisch- und Muschelzucht eingesetzt werden, wurde durch die EU-Kommission bereits im Jahre 1989 in der Richtlinie 89/677/EWG verboten. Dem folgte ein Verbot der Verwendung von allen nicht chemisch gebundenen organozinnhaltigen, anwuchsverhindernden Anstrichen für jegliche Anwendung innerhalb der EU ab dem Jahre 2003. Am 17. September 2008 trat eine im Rahmen der internationalen Seeschifffahrtsorganisation IMO (International Maritime Organization) vereinbarte Konvention zum weltweiten Verbot von Organozinn-haltigen Antifouling-Produkten in Kraft. Antifouling-Produkte, die Tributylzinnverbindungen enthalten, inklusive Tributylzinnmethacrylat und Tributylzinnoxid, werden (Stand 2021) trotz Verbot weiter produziert und in vielen Ländern verkauft.

## Gewinnung und Darstellung
Zur Gewinnung von Bis(tributylzinn)oxid werden zunächst Zinntetrachlorid SnCl4 und Tributylaluminium nBu3Al zu Tri-n-butylzinnmonochlorid (nBu3Sn-Cl) umgesetzt.
{\displaystyle \mathrm {SnCl_{4}+\ nBu_{3}Al\longrightarrow \ nBu_{3}SnCl+\ AlCl_{3}} }
Durch partielle Hydrolyse mit Wasser und einer Base kann man Bis(tributylzinn)oxid herstellen. Als Base dienen beispielsweise Pyridin, Triethylamin oder wasserfreies Kaliumcarbonat.
{\displaystyle \mathrm {2\ nBu_{3}SnCl+\ H_{2}O+\ 2\ B\longrightarrow \ (nBu_{3}Sn)_{2}O+\ 2\ BHCl} }
(nBu = CH3-CH2-CH2-CH2- ; B=Base).
Aus dem Zwischenprodukt Tri-n-butylzinnmonochlorid lassen sich auch andere Verbindungen, die früher v. a. als Biozide (Fungizide und Bakterizide) Anwendung fanden (z. B. das Tributylzinnbenzoat) herstellen. Heute finden diese Verbindungen jedoch auf Grund ihrer Toxizität nur noch begrenzt Anwendung.
Die Verbindung kann auch durch ein direktes Verfahren hergestellt werden, bei dem Zinn mit n-Butyliodid oder n-Butylchlorid umgesetzt wird, um das entsprechende Tri-n-butylzinnhalogenid in 90%iger Ausbeute zu gewinnen. Dieses Organozinnhalogenid wird zur Gewinnung von TBTO hydrolysiert.

## Chemische Eigenschaften
TBTO gehört zur Stoffgruppe der Tributylzinn-Verbindungen (TBT), einer Untergruppe der zinnorganischen Verbindungen, die durch ihre besondere Giftigkeit auffällt. Diese ist wieder eine Untergruppe der metallorganischen Verbindungen. Die Verbindung fördert die Oxidation von sekundären Alkoholen und Sulfiden mit Br2; O- und N-Aktivierungen. Die Verbindung wird häufig bei der Umwandlung funktioneller Gruppen durch Dehydrosulfurierungen ausgenutzt. Ester können durch TBTO unter milden Bedingungen effizient hydrolysiert.

## Verwendung
TBTO wurde häufig als Fungizid (zur Konservierung von Holz, Baumwolle, Textilien und Leder), als Schimmelbekämpfungsmittel (in Polyvinylchlorid-Systemen), als Bakterizid (in Urethan-Schaumstoffen und sekundärem Ölförderungs-Injektionswasser) und als Schleimbekämpfungsmittel (in der Papierindustrie) eingesetzt, wobei Haupteinsatzzweck im Unterwasser-Schutzanstrich (Antifoulingfarbe) bei Schiffen und Kühltürmen bestand. Bei Kontakt mit Meerwasser entstehen Tributylzinnchlorid und Tributylzinnhydroxid, die sich heute auch im Sediment finden lassen. Dadurch ist es im Meerwasser weitläufig nachweisbar. Die Verwendung für Antifouling-Anwendungen ist inzwischen weltweit verboten, trotzdem werden Produkte die Tributylzinn-Verbindungen (inklusive TBTO) enthalten, weiterhin (Stand 2021) verkauft und verwendet.
Weiterhin wird TBTO als Pilzgift in Holzschutzmitteln (Wirkstoffgehalte bis ca. 2 %) und als Konservierungsmittel in wasserverdünnbaren Anstrichstoffen eingesetzt. Alle Tributylzinn-Verbindungen sind Desinfektionsmittel und werden gegen Pilzbefall bei Textilien, Leder, Papier, Holz und dergleichen eingesetzt. Weiterhin dienen sie als Saatbeizmittel im Pflanzenschutz. Manche wirken auch als Fraßhemmstoffe auf Insekten. Organozinnverbindungen wie TBTO dienen auch als Stabilisatoren für PVC. Es war von 1978 bis 1994 in der DDR und nachfolgend in der BRD als Pflanzenschutzmittel zugelassen.

## Sicherheitshinweise
Beim Menschen führt Tributylzinnoxid neben Hautreizungen und Irritationen der Atemwege zu Erbrechen, Kopfschmerzen und Sehstörungen. Es entstehen außer Vergiftungserscheinungen an den Kontaktstellen Entzündungsreaktionen bei längerfristigem Kontakt. Der Stoff beeinträchtigt das Immunsystem und erzeugt Störungen des endokrinen Systems.